# Handball Trophy 2009-2010 (pallamano maschile)
L'Handball Trophy 2009-2010 è stata la 6ª ed ultima edizione del torneo annuale organizzato dalla Federazione Italiana Gioco Handball.
Come ogni anno dalla sua istituzione tale torneo apre la stagione di pallamano in Italia e vi partecipano le otto squadre della Serie A Élite. Questa edizione è stata disputata a Lignano Sabbiadoro in provincia di Udine.
Il torneo è stato vinto dal Conversano che in finale ha battuto l'Albatro Siracusa con il punteggio di 29-24.

## Squadre partecipanti
| - Bologna United - Conversano | - Casarano - Secchia | - Junior Fasano - Ancona | - Albatro Siracusa - Teramo |

## Risultati

### Quarti di finale
| Squadra 1      | Squadra 2        | Risultato                             |
| -------------- | ---------------- | ------------------------------------- |
| Casarano       | Ancona           | Lignano Sabbiadoro, 21 settembre 2009 |
| Casarano       | Ancona           | 36 - 20                               |
| Bologna United | Albatro Siracusa | Lignano Sabbiadoro, 21 settembre 2009 |
| Bologna United | Albatro Siracusa | 25 - 27                               |
| Secchia        | Junior Fasano    | Lignano Sabbiadoro, 21 settembre 2009 |
| Secchia        | Junior Fasano    | 35 - 26                               |
| Conversano     | Teramo           | Lignano Sabbiadoro, 21 settembre 2009 |
| Conversano     | Teramo           | 30 - 25                               |

### Semifinali 1º/4º posto
| Squadra 1 | Squadra 2        | Risultato                             |
| --------- | ---------------- | ------------------------------------- |
| Casarano  | Albatro Siracusa | Lignano Sabbiadoro, 22 settembre 2009 |
| Casarano  | Albatro Siracusa | 20 - 26                               |
| Secchia   | Conversano       | Lignano Sabbiadoro, 22 settembre 2009 |
| Secchia   | Conversano       | 30 - 34                               |

### Semifinali 5º/8º posto
| Squadra 1     | Squadra 2      | Risultato                             |
| ------------- | -------------- | ------------------------------------- |
| Ancona        | Bologna United | Lignano Sabbiadoro, 22 settembre 2009 |
| Ancona        | Bologna United | 25 - 46                               |
| Junior Fasano | Teramo         | Lignano Sabbiadoro, 22 settembre 2009 |
| Junior Fasano | Teramo         | 29 - 22                               |

### Finale 1º/2º posto
| Squadra 1        | Squadra 2  | Risultato                             |
| ---------------- | ---------- | ------------------------------------- |
| Albatro Siracusa | Conversano | Lignano Sabbiadoro, 23 settembre 2009 |
| Albatro Siracusa | Conversano | 24 - 29                               |

### Finale 3º/4º posto
| Squadra 1 | Squadra 2 | Risultato                             |
| --------- | --------- | ------------------------------------- |
| Casarano  | Secchia   | Lignano Sabbiadoro, 23 settembre 2009 |
| Casarano  | Secchia   | 26 - 28                               |

### Finale 5º/6º posto
| Squadra 1      | Squadra 2     | Risultato                             |
| -------------- | ------------- | ------------------------------------- |
| Bologna United | Junior Fasano | Lignano Sabbiadoro, 23 settembre 2009 |
| Bologna United | Junior Fasano | 26 - 25                               |

### Finale 7º/8º posto
| Squadra 1 | Squadra 2 | Risultato                             |
| --------- | --------- | ------------------------------------- |
| Ancona    | Teramo    | Lignano Sabbiadoro, 23 settembre 2009 |
| Ancona    | Teramo    | 27 - 32                               |

## Squadra vincitrice
Handball Club Conversano
Terzo titolo